# Eevi Cronvall
Eevi Cronvall   (Víborg, 6 de maig de 1916 - Hèlsinki, 5 de juliol de 2009) va ser una pianista finlandesa. El 1938 es va casar amb el director d'orquestra Erik Cronvall.
Eevi, que era filla del jutge Onni Voipio i Iida Kohonen, es va convertir en estudiant el 1934, estudiant a l'Acadèmia Sibelius entre 1934 i 1941, amb Kerttu Bernhard i Timo Mikkilä. Va emprendre viatges d'estudis a Viena els anys 1956, 1959 i 1964, professor: el professor Roland Raupenstrauch. Va ser professora de piano a l'Acadèmia Sibelius des de 1962. Va fer el seu concert de debut el 1951 i va donar concerts i va actuar com a solista en concerts simfònics a Hèlsinki i altres parts de Finlàndia, així com a la ràdio. Va participar en concerts de música de cambra durant la Setmana Sibelius.